# You Are My Sunshine
"You Are My Sunshine", Roud 18130, är en sång, som ofta anses vara skriven av Jimmie Davis och Charles Mitchell och inspelad första gången 1939. Den har utropats till en av Louisianas delstatssånger, då countrysångaren Jimmie Davis även varit delstatens guvernör. Enligt en artikel från 1990 av Theodore Pappas, skrevs den ursprungligen av Oliver Hood. Den har spelats in av flera artister, och har spridit sig från countrygenren, och blivit en av de mest inspelade sångerna inom amerikansk populärmusik.
1941 spelades den in av bland andra Gene Autry, Bing Crosby och Lawrence Welk. Den har även spelats in av artister som Ike & Tina Turner, Aretha Franklin, Johnny Cash, Brian Wilson och Andy Williams, bland många andra.
Den version som Jimmie Davis spelade in lades till i National Recording Registry i USA:s kongressbibliotek för framtida bevarande den 21 mars 2013.

### Fotnoter
1. ↑  Rosemont Records: The 'Theft' of an American Classic
2. 1 2 3  Stephen Deusner, "'You Are My Sunshine': How a Maudlin Song Became a Children's Classic", Salon.com, 26 maj 2013.
3. ↑  ”Simon & Garfunkel Song Among Those to Be Preserved by Library of Congress”. Huntington Post. http://www.huffingtonpost.com/2013/03/21/simon-and-garfunkel-song-library-of-congress_n_2922786.html. Läst 21 mars 2013.